# ايفان غوارن كوفاتشيتش
إيفان غوران كوفاتشيتش (تلفظ [ǐʋan ɡǒran kǒʋatʃitɕ] ؛ 21 أذار مارس 1913 – 13 تموز يوليو 1943) شاعرًا وكاتبًا كرواتيًا.

## النشأة والخلفية
ولد في لوكفودول (جزء من فربوفسكو)، وهي بلدة في غورسكي كوتار، لأب كرواتي، ايفان كوفاتشيتش، وأم يهودية من ترانسيلفانيا اسمها روجا. 
حضر المدرسة الثانوية في كاروفاتس. تكريما له، أعيدت تسمية مكتبة مدينة كارلوفاتس على اسمه، أقدم مؤسسة ثقافية في المدينة تأسست عام 1838.
خلال الحرب العالمية الثانية، في شتاء عام 1942 القاسي، تطوع كوفاتشيتش وفلاديمير نازور في صفوف القوات الحزبية لإرساء مثال مناهض للفاشية للعالم. في ذلك الوقت، كان غوران مريضًا بالفعل بالسل وكان نازور متقدمًا في العمر، لكنهم كانوا مدفوعين بضميرهم. قُتل كوفاتشيتش على يد قوات التشيتنيك الصربية في قرية فربيتسا شرق البوسنة بالقرب من فوتشا في 13 يوليو 1943.[بحاجة لمصدر]
يتم وصف موته على النحو التالي: «كما في مأساة قديمة، الشخص الأكثر مقاومة للشر سيموت بقسوة من الشر. الشاعر الذي رفع صوته ضد قتل الاوستاشا للشعب الصربي قطع رقبته على يد الصرب التشيتنيك …. يؤكد عدد قليل من الشهود الموثوق بهم أن غوران نجا من جحيم الهجوم الخامس، ولكن عندما عاد لمساعدة صديقه المريض الذي تركه، الدكتور سيمو ميلوسيفيتش، قتل الفاشيون كلاً من الشاعر الكرواتي والباحث الصربي دون تمييز. لم تنظر الفاشية إلى الشعراء أو العلماء في أي مكان في العالم على أنهم ذوو قيمة».

## أعماله

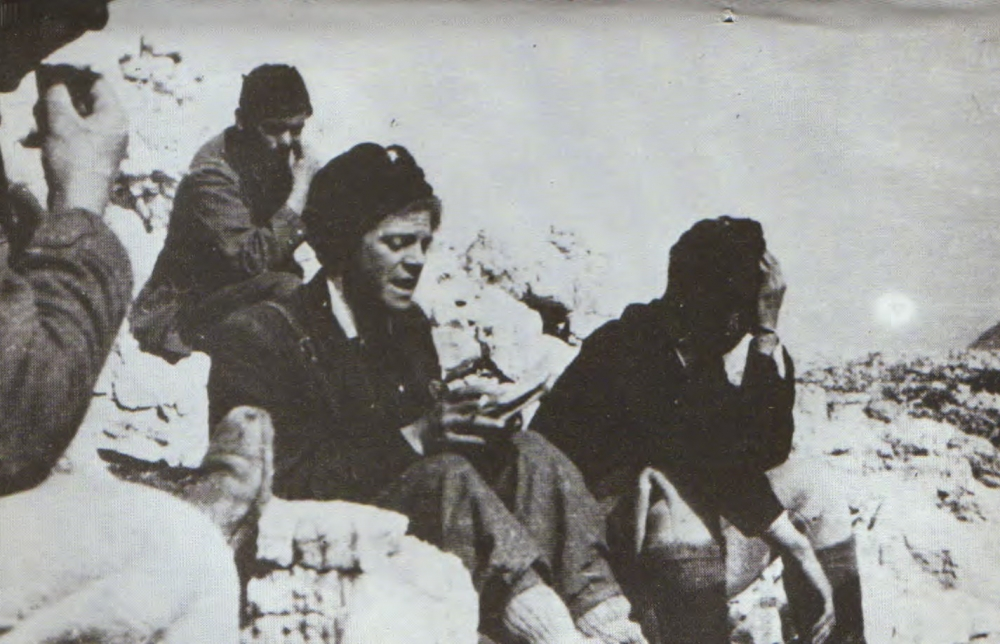
إيفان جوران كوفاتشيتش في الثوار.

يعد الموت موضوعًا رئيسيًا في الكثير من شعر كوفاتشيتش، لكن هذا ليس انعكاسًا لنظرة حياته. جاءت مواضيعه الحزينة من أحداث خارجية - مثل مرضه وأخيه بمرض السل - وليس من نزعة داخلية تجاه الكآبة. أعرب Jيوريه كاشتيلان، أحد معاصري كوفاتيشتش، عن أنه كان يميل نحو الرومانسية والواقعية في شعره، وأن كان لديه تصور عميق للحياة.
أشهر أعماله هو «جاما» («الحفرة»).  صاغها خلال الحرب، بينما كان في الخدمة بالقرب من مدينة ليفنو. كتبت القصيدة من منطلق المسؤولية الفكرية والأخلاقية التي تدين الفظائع التي ارتكبها الأوستاشا. وقد وُصِف على أنه استعارة عن المتألم والشهيد والضحية: «المتألم هو عندما يتألم الشخص دون ذنب. الشهيد هو عندما يعذب غير البشر إنساناً. الضحية عندما تنطفئ سياط الظلم الحياة. هذا هو استعارة جوران. وحياته». عمله هو مثال على الشعر المناهض للحرب برسائل مناهضة للتعذيب والقتل الجماعي وجرائم الحرب. درست «جاما» في المدارس الابتدائية في جميع أنحاء جمهورية يوغوسلافيا الاتحادية الاشتراكية. 

### «ياما»(الحفرة)
تبدأ القصيدة باستعارة مدهشة للدم لتحل محل كل من الضوء والظلام حيث تم اقتلاع عيون الضحية بسكين. ربما كان هذا التعذيب الشائع مجرد سادية، لأن الضحايا قُتلوا جماعيًا بعد ذلك على أي حال:
الدم هو نور نهاري والظلام أيضا.
نعمة الليل قد اقتلعت من خدي
تحمل معها مشهد أكثر حظاً.
داخل تلك الثقوب، من أجل البكاء، اشتعلت النيران الشديدة
تجويف النزيف كما لو كان للدماغ بلسم -
بينما ماتت عيني اللامعة على كفي

## في الثقافة
- كتب بول إيلوار قصيدة بعنوان قبر غوران كوفاتشيتش .
- فيلم يوغوسلافي إيفان جوران كوفاتشيتش ، تم إنتاجه عام 1979، من تأليف وإخراج ليوبيشا ريستيتش. الممثل الكرواتي راديه شيربتجيه يحكي عن كوفاتشيتش.
- سجلت فرقة Warnament أغنية بعنوان "Hollow Of The Innocent Victims" مستوحاة من قصيدة «جاما».
- قصيدة برانكو ميليكوفيتش «جوران» مخصصة لإيفان جوران كوفاتشيتش.
- قصيدة دراغوتين تاديجانوفيتش «مرثية غوران» (1945) مخصصة لإيفان جوران كوفاتشيتش.